# Caulerpa lentillifera
Espèce
Caulerpa lentillifera est une espèce d'algues vertes de la famille des Caulerpaceae, en forme de grappe de raisin miniature.
Cette algue est consommée sous le nom de lato aux Philippines. Elle est aussi l'une des algues utilisées dans la cuisine d'Okinawa (cuisine japonaise) sous le nom d’umibudō (海ぶどう, littéralement « raisins de la mer »).